# Chickamauga (Georgia)
Chickamauga es una ciudad ubicada en el condado de Walker en el estado estadounidense de Georgia. En el censo de 2000, su población era de 2.245.

## Demografía
En el 2000 la renta per cápita promedia del hogar era de $40,110, y el ingreso promedio para una familia era de $46,037. El ingreso per cápita para la localidad era de $17,716. Los hombres tenían un ingreso per cápita de $31,447 contra $21,776 para las mujeres.

## Geografía
Chickamauga se encuentra ubicado en las coordenadas 34°52′29″N 85°17′34″O / 34.87472, -85.29278 (34.874696, -85.292751).
Según la Oficina del Censo, la localidad tiene un área total de 4,7 km² (1,8 mi²), de la cual 4,7 km² (1,8 mi²) es tierra y 0,2 km² (0 mi²) (0.00%) es agua.